# Supercoupe d'Arabie saoudite de football
La Supercoupe d'Arabie saoudite de football est une compétition de football d'Arabie saoudite qui oppose le champion d'Arabie saoudite au vainqueur de la coupe du Roi des champions
D'abord on assiste à deux demi-finales entre le vainqueur du Championnat d'Arabie Saudite, son dauphin(le deuxiéme), le vainqueur de la coupe d'Arabie Saoudite et son dauphin.
Si la même équipe remporte le championnat et la coupe, la troisième équipe du championnat et de la coupe sont souvent sélectionnées. Par exemple cela est arrivé en 2024. Al Hilal avait gagné le championnat et la coupe et Al Nassar était son dauphin lors des deux compétitions. Les clubs de Al Ahli et de Al Taawoun ont été qualifiés    

## Palmarès

### Les matchs
| Édition | Vainqueur              | Finaliste              | Score | Score final |
| ------- | ---------------------- | ---------------------- | ----- | ----------- |
| 2013    | Al-Fateh               | Al-Ittihad             | 3-2   |             |
| 2014    | Al-Shabab              | Al-Nassr Riyad         | 1-1   | 4-3 tab     |
| 2015    | Al-Hilal Football Club | Al-Nassr Riyad         | 1-0   |             |
| 2016    | Al-Ahli SC             | Al-Hilal Football Club | 1-1   | 4-3 tab     |
| 2017    | Al-Hilal Football Club | Al-Ittihad             | -     | Annulé      |
| 2018    | Al-Hilal Football Club | Al-Ittihad             | 2-1   |             |
| 2019    | Al-Nassr Riyad         | Al-Taawoun             | 1-1   | 6-5 tab     |
| 2020    | Al-Nassr Riyad         | Al-Hilal Football Club | 3-0   |             |
| 2021    | Al-Hilal Football Club | Al Faisaly             | 2-2   | 4-3 tab     |
| 2022    | Al-Ittihad             | Al-Fayha               | 2-0   |             |
| 2023    | Al-Hilal Football Club | Al-Ittihad             | 4-1   |             |
| 2024    | Al-Hilal Football Club | Al-Nassr Riyad         | 4-1   |             |

### Bilan par club
|   | Club                   | Titres | Finales perdues | Dernier titre | Dernière finale perdue |
| - | ---------------------- | ------ | --------------- | ------------- | ---------------------- |
| 1 | Al-Hilal Football Club | 5      | 2               | 2024          | 2020                   |
| 2 | Al-Nassr Riyad         | 2      | 3               | 2020          | 2024                   |
| 3 | Al-Ittihad             | 1      | 3               | 2022          | 2023                   |
| 4 | Al-Fateh               | 1      | 0               | 2013          | -                      |
| 5 | Al-Shabab Riyad        | 1      | 0               | 2014          | -                      |
| 6 | Al-Ahli SC             | 1      | 0               | 2016          | -                      |
| 7 | Al-Taawoun             | 0      | 1               | -             | 2019                   |
| 8 | Al-Faisaly             | 0      | 1               | -             | 2021                   |
| 9 | Al-Fayha               | 0      | 1               | -             | 2022                   |